# Elizabeth Dadzie
Elizabeth Dadzie (Accra, 21 marzo 1993) è una multiplista ghanese.

## Biografia
Dadzie è cresciuta a Kumasi dove si è dedicata all'atletica leggera, cimentandosi soprattutto nei salti in estensione. Nel 2014 è stata ingaggiata dalla Middle Tennessee State University a Murfreesboro per poter gareggiare ai campionati NCAA, sia negli eventi singoli che nelle prove combinate.

Nello stesso anno, ha esordito con la nazionale ghanese seniores, prendendo parte ai Giochi del Commonwealth e ai Campionati africani, manifestazione in cui ha riportato una medaglia d'argento nell'eptathlon. Nel 2016 in Sudafrica, ha replicato l'esperienza del podio ai Campionati africani guadagnandosi un bronzo. Dadzie ha preso parte nuovamente ai Giochi del Commonwealth nel 2018, finendo dodicesima nell'eptathlon.

## Palmarès
| Anno | Manifestazione          | Sede        | Evento         | Risultato | Prestazione | Note |
| ---- | ----------------------- | ----------- | -------------- | --------- | ----------- | ---- |
| 2014 | Giochi del Commonwealth | Glasgow     | Salto in lungo | 19ª (q)   | 6,12 m      |      |
| 2014 | Campionati africani     | Marrakech   | Salto in lungo | 6ª        | 6,14 m      |      |
| 2014 | Campionati africani     | Marrakech   | Eptathlon      | Argento   | 5286 p.     |      |
| 2015 | Giochi panafricani      | Brazzaville | 100 m hs       | 6ª        | 13"60       |      |
| 2015 | Giochi panafricani      | Brazzaville | Eptathlon      | dnf       | dnf         |      |
| 2016 | Campionati africani     | Durban      | Eptathlon      | Bronzo    | 5730 p.     |      |
| 2018 | Giochi del Commonwealth | Gold Coast  | Eptathlon      | 12ª       | 4668 p.     |      |